# 科勒河 (马恩河支流)
科勒河（法語：Coole，法語發音：[kɔl]）是法国大東部大區马恩省的河流，是马恩河的支流，长30.2千米。